# Galeasse (Handelsschiffstyp)
Als Galeasse oder Galeass (englisch galeas) bezeichnete man ab Mitte des 18. Jahrhunderts ein zweimastiges Handels- oder Frachtschiff mit hohem Vormast, welches vornehmlich auf Ostsee und Nordsee eingesetzt wurde.

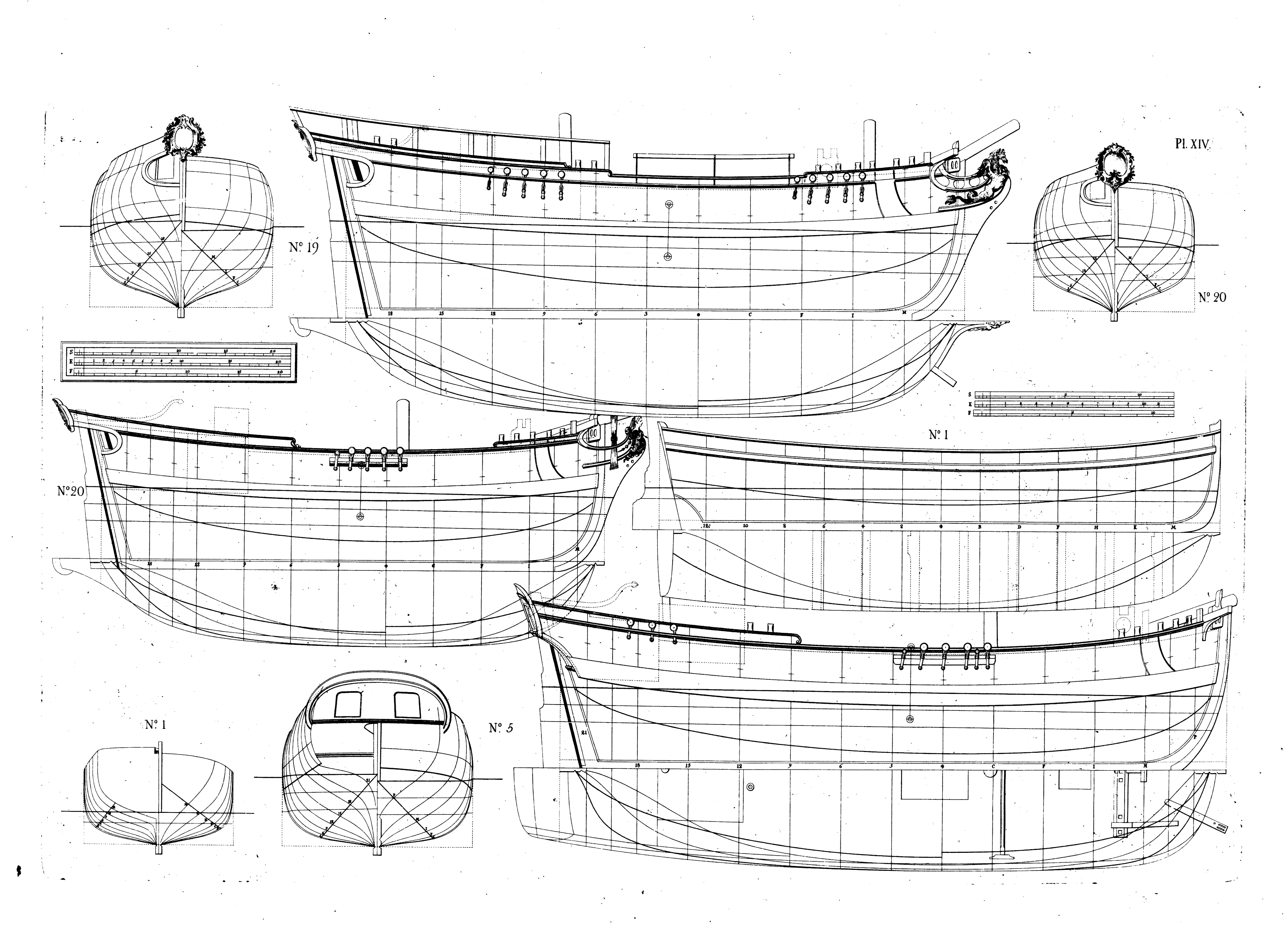
Unter Nr. 5 ist der Riss des Rumpfes einer Bark zu sehen, die eine Galeass-Takelung gefahren haben soll.

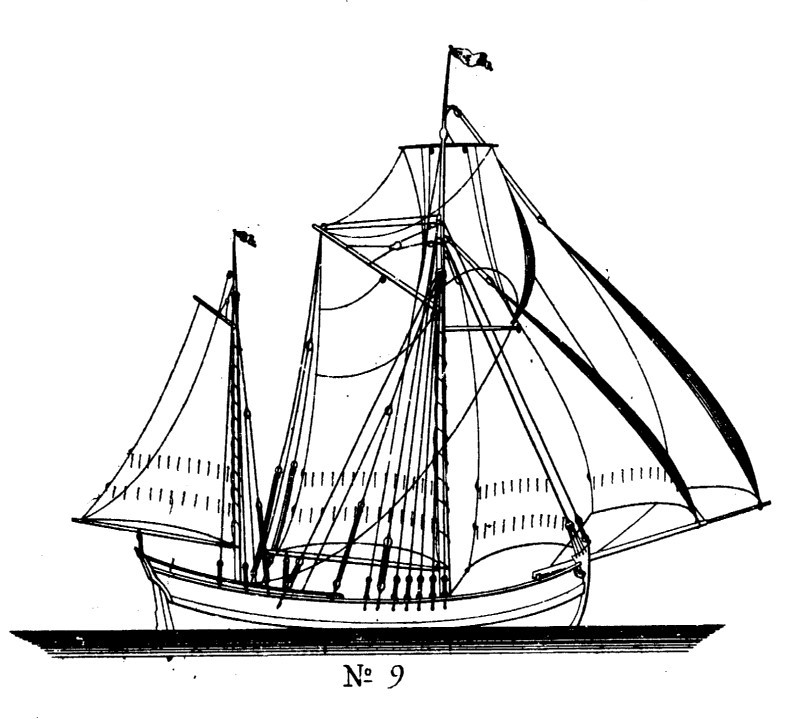
Ausschnitt der Tafel LXII aus Chapmans „Architectura Navalis Mercatoria“ von 1768 mit der Darstellung einer Galeass-Takelung

Über die Ursprünge der Galeass ist nichts sicher bekannt. Auffällig ist aber, dass ab der Mitte des 18. Jahrhunderts Fahrzeuge mit einer „Galeaß“-Takelung erwähnt wurden und um 1800 erste Risse mit der Bezeichnung „pommersche Galeaß“ bekannt wurden. Möglicherweise wurden sie aus der größeren Bark entwickelt, da der Riss um 1800 in seiner Form des Rumpfes der Zeichnung bei Chapman übereinstimmt. In amtlichen Auflistungen werden Galeassen in Schwedisch-Vorpommern zuerst 1756 erwähnt, aber bereits 1753 im norwegischen Egersund.
Erschwerend für eine Bestimmung des Schiffstyps Galeasse ist der Wechsel der Schiffstypenbestimmung in der zweiten Hälfte des 18. Jahrhunderts von einer reinen Orientierung auf den Rumpf hin zur Ergänzung der Benennung nach einer Takelage. So konnte eine Bark eine Galeass-Takelage haben oder eine Galiot eine Vollschiff-Takelung fahren. Deshalb finden sich Bezeichnungen wie Hukergaleasse, Jachtgaleasse, Schunergaleasse, Slupgaleasse oder auch Galeass-Brigg. Mal sind es Typen mit einer Galeass-Takelung oder auch Galeassen mit einer anderen Takelung. Deshalb soll im Folgenden versucht werden, die in der Literatur zu findenden Beschreibungen nach Rumpf und Takelung zu unterscheiden.
Der Rumpf wird als Kielschiff mit mäßig scharfer Kimm, vollem breitbugigem Vorschiff und einem scharf gebauten Achterschiff beschrieben. Dazu kommen zeittypische Veränderungen, Anpassungen und Moden. So kann ein kleines Galion am Vorschiff angebracht sein oder das ganze Vorschiff auch wie bei Klippern gestaltet werden. Die Berghölzer können bei größeren Fahrzeugen dreifach vorhanden sein und bei kleineren auch die oberste Reihe der Beplankung bilden. Auf vielen Darstellungen kann man einen großen Deckssprung sehen, der sich auch in Beschreibungen und Plänen wiederfindet. Es sind aber auch Fahrzeuge mit einem geringen oder keinem Deckssprung dokumentiert. Die Reling und Decksaufbauten entsprechen den zeitlichen Moden. Bei Galeassen mit einem gering überragendem Heck wurde der Ruderschaft außenbords an Oberdeck geführt, bei Varianten mit überragendem Heck ging der Schaft durch einen so genannten Koker. Im Gegensatz zur Galiot hatten Galeassen kein Rundgattheck, sondern einen Spiegel.
Die Größe der Fahrzeuge ist sehr variabel und schwankt zwischen 15 und 27 m Länge, 4 und 7 m Breite, einer Raumtiefe von 1,5 bis 3,5 m und 30 bis 200 Brutto-Registertonnen (BRT), bei einer Besatzung von 2 bis 10 Seeleuten.
Die Galeass-Takelage wird in den ersten Jahren als einmastig beschrieben, obwohl bei kleineren Schiffen neben dem Großmast ein Besan an einer eigenen Stenge gefahren wurde. Diese Stenge wirkt wie ein halber Mast, weshalb manchmal von Anderthalb-Masten gesprochen wird. Diese Stenge wurde bei größeren Schiffen als eigener Mast angesehen, war dann mal nur halbhoch oder auch nur die Hälfte im Umfang zum Großmast. Im Laufe des 19. Jahrhunderts etablierte sich der Besanmast in der Galeass-Takelung als fester Bestandteil und deshalb wurde diese Form dann auch als zweimastig bezeichnet. Am Großmast wird stets ein Gaffelsegel als Großsegel gesetzt. Der Mast kann mit einer festen oder losen Stenge verlängert werden, an der sich dann Toppsegel befinden konnten. Als Rahsegel am Großmast konnte eine feste oder lose Fock, aber auch als Breitfock, dienen und Mars- und Bramsegel fuhr man in Kombination mit der Fock, oder nur als Toppsegel. Der Bugspriet konnte eine Stagfock, Klüver, Jager und/oder Vorstengestagsegel als Vorsegel fahren. Ist der Besanmast ungewöhnlich groß, wird das Schiff auch mal als Schunergaleasse, kurz Schuner, bezeichnet. An der Schleswig-Holsteinischen Ostseeküste galten Fahrzeuge dieser Form als Jachten.
Galeassen fuhren bis ins Mittelmeer, aber ihr Hauptfahrgebiet und ihre Herkunftsregionen waren die Küsten der Nord- und Ostsee. Neben Deutschland gab es auch in Dänemark und Schweden größere Anzahlen von Galeassen aller Art.
Heute sieht man nur noch wenige dieser Galeassen, wie zum Beispiel die Flinthörn oder die Fulvia af Anholt auf Segelveranstaltungen auf Nord- und Ostsee.

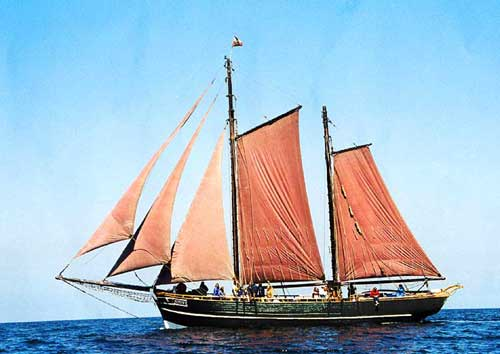
Die Ninive, Nachbau einer Pommerschen Galeasse, welche im 19. Jahrhundert in der Ostsee als Frachtsegler verbreitet war

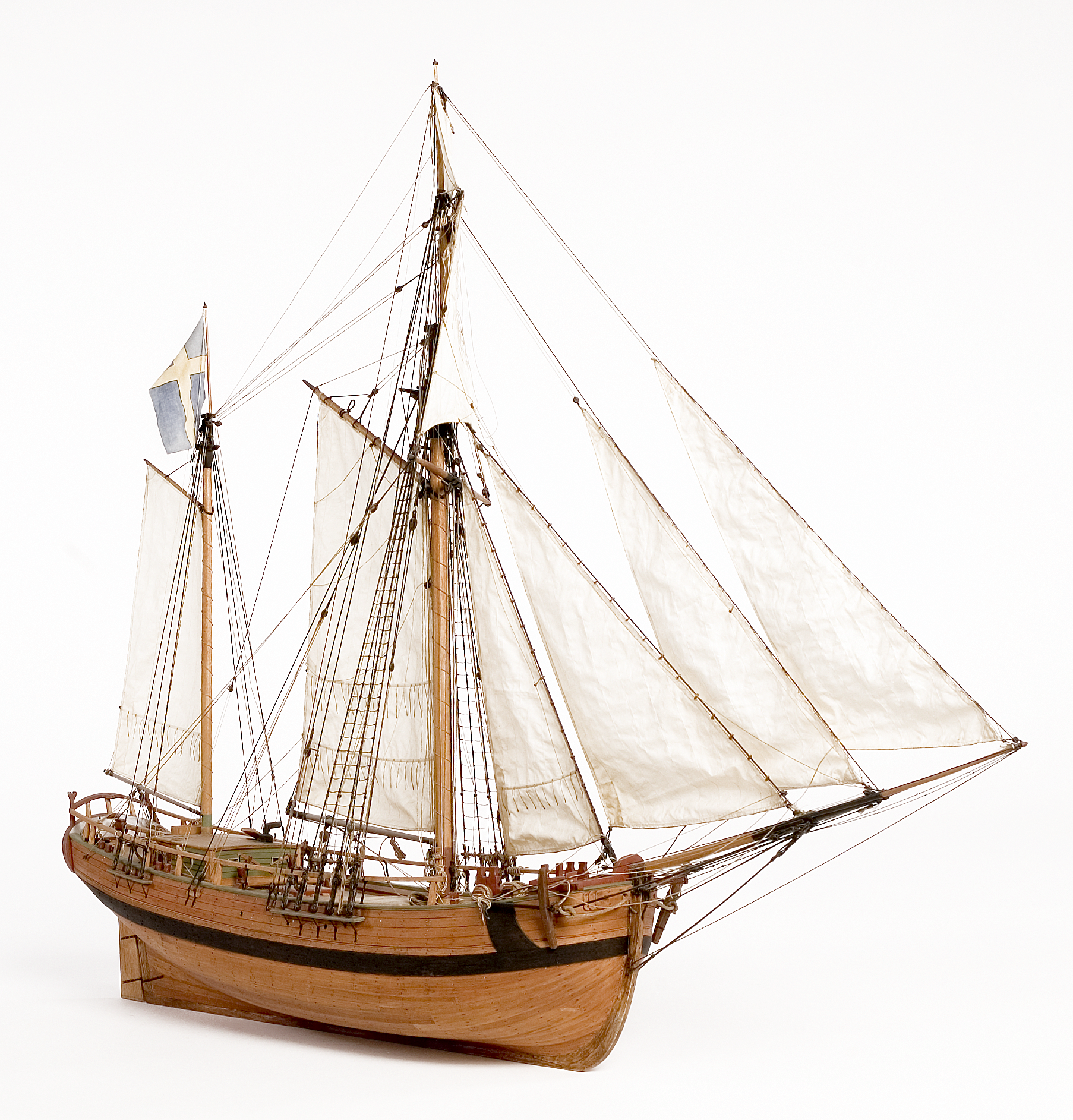
Modell einer Galeasse aus dem Seehistorischen Museum in Stockholm